# Haus Aumont

Wappen des Hauses Aumont

Das Haus Aumont ist ein altes französisches Adelsgeschlecht, das seinen Namen von Aumont, einer kleinen Gemeinde im Département Somme, übernommen hat.
Der Titel Duc d’Aumont wurde im Rang eines Pair de France 1665 für Antoine d’Aumont de Rochebaron (um 1603–1669), Marquis des Isles, geschaffen. Von 1669 bis 1830 hatten die Ducs d’Aumont das Amt eines Premier Gentilhomme de la Chambre du Roi inne, das Louis-Marie-Victor d’Aumont , der 2. Duc d’Aumont, für 600.000 Livres vom Duc de Mortemart gekauft hatte.
Die Familie d'Aumont erlosch 1888 mit Louis Marie Joseph d’Aumont, Duc d’Aumont de Villequier, aus, der unverheiratet und kinderlos starb.

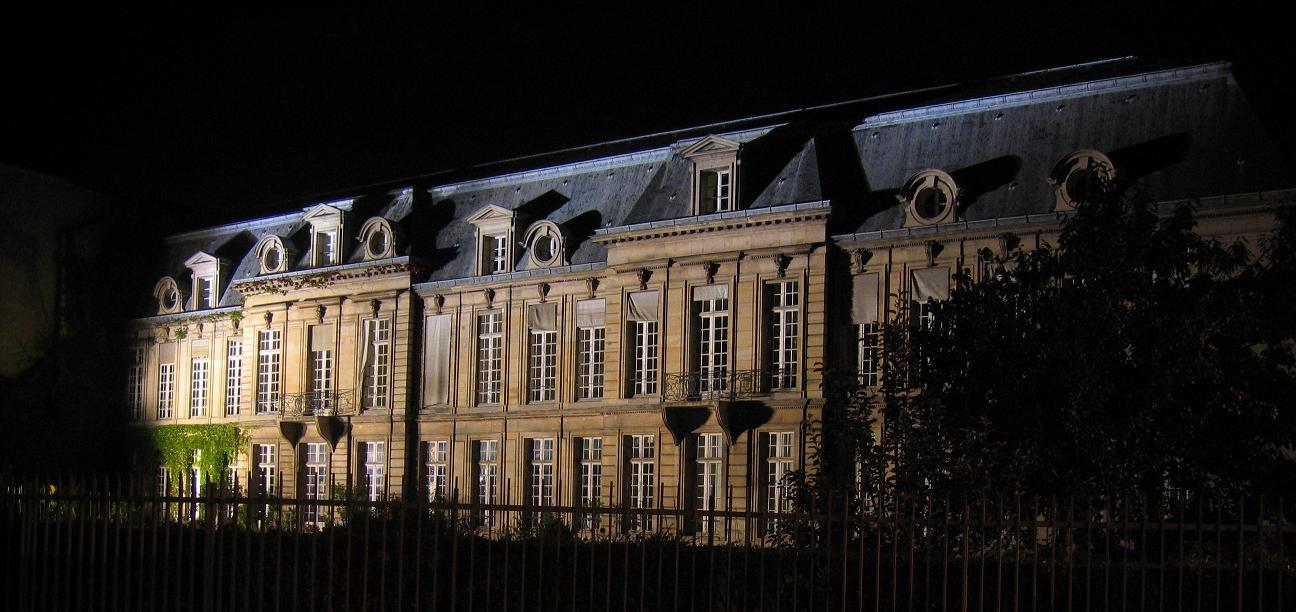
Hôtel d’Aumont, Rue de Jouy, Paris

## Geschichte
Die Bezeichnung Seigneur d’Aumont ist bereits im 11. Jahrhundert belegt, wobei die ersten vier Herren von Aumont bis zum Beginn des 13. Jahrhunderts ohne belegbare verwandtschaftliche Zusammenhänge sind. Die durchgehende Stammliste der Familie d’Aumont beginnt mit Jean, Seigneur d’Aumont, zurück, der 1248 lebte.
Im 14. Jahrhundert waren die Aumonts bereits mächtig und dienten während des Hundertjährigen Krieges als militärische Befehlshaber den französischen Königen. Pierre II. d’Aumont († 1414) war Porte-Oriflamme des Königs Karl VI.
Im 15. Jahrhundert trifft man Familienangehörige im Dienst der Herzögen von Burgund, was mit dem Tod Karls des Kühnen im Jahr 1477 zu Ende ging. Jean V. d’Aumont († nach 1521), Generalleutnant der französischen Armee und Gouverneur von Burgund, war ein wichtiger Akteur unter Ludwig XII. und Franz I.
Jean VI. d’Aumont (1552–1595) kämpfte unter den letzten fünf Valois-Königen in den Hugenottenkriegen und war der erste Marschall von Frankreich, der Heinrich IV. als Nachfolger anerkannte. Sein Enkel Antoine d’Aumont de Rochebaron (um 1603–1669) war ebenfalls Marschall von Frankreich (1651), wurde 1665 Duc d’Aumont und Pair de France; auf ihn geht das Hôtel d’Aumont zurück, das zur Residenz von fünf Herzögen wurde, bevor die Familie für einige Jahre in das heute als Hôtel de Crillon bekannte Hôtel particulier umzog.

## Stammliste

### 11.–15. Jahrhundert
- Philippe d’Aumont, † nach 1098, Chevalier, Seigneur d’Aumont, Kreuzritter
- Nicolas d’Aumont, fl. 1135/50
- Philippe d’Aumont, fl. 1164/91
- Jean d’Aumont, fl. 1184/1202

1. Jean I. d’Aumont, * vor 1233, † nach 1248, Seigneur d’Aumont, de La Neuville-d’Aumont et du Mesnil, auf Kreuzzug mit Ludwig IX.; ⚭ Mabile
  1. Jean II. d’Aumont, * vor 1266, † vor 1300 Seigneur d’Aumont et de Parfondeval; ⚭ Isabelle, † nach 1281; ⚭ (2 ?) Agnès
    1. Jean III. d’Aumont, * vor 1290, † um 1358, Seigneur d’Aumont, 1329 Concierge im Palais de la Cité, ⚭ Agnès genannt Jeanne Baillif, * vor 1305
      1. Pierre I. d’Aumont, * um 1330, † 1381, seigneur d’Aumont, de Berthecourt, de La Neuville-d’Aumont, de Lardières, de Corbeil-Cerf, de Moucy-le-Perreux, de Clérey et de Courcelles, 1363 Seigneur de Sacquenville et de Bérengeville; ⚭ um 1343 Jeanne du Délouge (* um 1323, † 1392), Tochter von Jean du Délouge
        1. Pierre II. d’Aumont, genannt Hutin, * um 1350, † 1414), Seigneur d’Aumont, de Lardières, de Méru, de Chars, de Neauphle, de Cramoisy, de La Neuville-d’Aumont, de Corbeil-Cerf et de Moncy-Le-Perreux, Conseiller, Premier Chambellan des Königs Karl VI. und Träger der Oriflamme; ⚭ (1) 1367 Marguerite de Beauvais, Dame de Remaugies, † 1368, Tochter von Colart de Beauvais und Marguerite de Roye; ⚭ (2) 1383 Jacqueline de Châtillon, * um 1350, † 1390, Dame de Cramoisy, Tochter von Jean I. de Châtillon, Seigneur de Gandelu, und Jeanne de Sancerre (Haus Châtillon); ⚭ (3) 1391 Jeanne de Mello, Dame de Clérey, de Saint-Amand, de Chappes, de Polisy, de Germigny et de Regnoult/Ragnoust, † 1408, Tochter von Gui de Mello, Seigneur de Givry, und Agnès, Dame de Clérey et de Chezelles
          1. (2) Pierre d’Aumont, † 1396 in der Schlacht bei Nikopolis; ⚭ Claude de Grancey, Tochter von Robert de Grancey, Seigneur de Courcelles
            1. Marguerite d’Aumont; ⚭ NN, Seigneur d’Aigremont
            2. Jacques d’Aumont, Chambellan du Roi

          2. (3) Jean IV. d’Aumont, genannt Hutin, * um 1395; X 1415 in der Schlacht von Azincourt), Seigneur d’Aumont, de Chars, de Clérey, de Méru et de Chappes, Mundschenk des Königs; ⚭ 23. Mai 1405 Yolande (alias Isabelle) des Châteauvillain, Tochter von Jean II. de Chateauvillain, Seigneur de Thil et de Marigny, und Jeanne de Grancey, sie heiratete in zweiter Ehe Gui de Bar, Seigneur de Praeles et de Mussy
            1. Jacques I. d’Aumont, † 1470/1479, Seigneur d’Aumont, Méru et Chappes; ⚭ 1456 Catherine (alias Marguerite) d’Estrabonne, Dame de Nolay, Tochter von Guillaume d’Estrabonne und Marguerite de Rougemont – Nachkommen siehe unten
            2. Hutin d’Aumont, 1411 bezeugt
            3. Guillaume d’Aumont, 1430 bezeugt, 1461 wegen Geistesschwäche entmündigt
            4. Bonne d’Aumont, 1436/58 bezeugt
            5.  ? Jeanne d’Aumont

          3. (3) Jeanne d’Aumont; ⚭ 1419 Louis de Mello, Seigneur de Saint-Parize-le-Châtel et de Vitry-le-Croisé, † 1431, Sohn von Jean de Mello, Seigneur de Saint-Prix, und Marguerite de l’Espinasse
          4. (3) Marie d’Aumont, † 1463, Dame de Bracle; ⚭ 1421 Arnould de Gavre, Baron d’Escornaix, Seigneur de Staden, † 1463 oder 1469
          5. (3) Blanche d’Aumont, † nach 1460; ⚭ (1) (13 Jahre alt) Jacques Le Brun, Chevalier, Seigneur de Palaiseau et de Nainville, Chambellan des Königs Karl VI. (X 1415 in der Schlacht von Azincourt; ⚭ (2) Gilles de Gamaches, Chevalier, Chambellan du Roi (X 1424 in der Schlacht von Verneuil), Sohn von Guillaume I. de Gamaches und Marie de Fécamp; ⚭ (3) Pierre du Fay, Seigneur de Montchevreuil, † vor 1460
          6. (3) Catherine d’Aumont; ⚭ Juli 1405 Jacques de Soyécourt, Seigneur de Sains, † nach 1428, Sohn von Charles de Soyécourt, Seigneur de Mouy, und Isabeau de Châtillon
          7. (3) Tochter, Dame de Séans et de Montreuil

        2. Jeanne d’Aumont, † nach 1415, 1390 Äbtissin von Saint-Paul-lès-Beauvais, 1396 Äbtissin von Montivilliers
        3. Philippe d’Aumont, † nach 1365, Kanoniker in Chartres
        4. Péronelle d’Aumont, † nach 1390, ⚭ Philippe de Mainbeville, † um 1390
        5. Tochter, Dame de Saint-Clair
        6. Tochter, Dame d’Aveny

      2. Charles d’Aumont, 1340–1344 bezeugt
      3. Jean d’Aumont, 1340–1379 bezeugt; ⚭ NN
        1. Jean d’Aumont, 1388–1391 bezeugt

    2. Renaud d’Aumont, † nach 1347

### 15.–17. Jahrhundert
1. Jacques I. d’Aumont, † 1470/1479, Seigneur d’Aumont, Méru et Chappes; ⚭ 1456 Catherine (alias Marguerite) d’Estrabonne, Dame de Nolay, Tochter von Guillaume d’Estrabonne und Marguerite de Rougemont – Vorfahren siehe oben
  1. Jean V. d’Aumont, † nach 1521, Seigneur d’Aumont, Baron de Conches, d’Estrabonne et de Nolay, Seigneur de Molinot, de Montagu, de Chappes, de Clerey et de Germigny, Lieutenant-Général au Gouvernement de Bourgogne; ⚭ 1484 Françoise de Maillé, Dame de Châteauroux (en partie), La Châtre et Dun-le-Pallereau, Tochter von Hardouin de Maillé und Antoinette de Chauvigny, Dame de Châteauroux
    1. Pierre d’Aumont, genannt l’Aîné; ⚭ 1526 Anne de La Baume, Dame de La Cour d’Arrenay, Tochter von Marc de La Baume, Comte de Montrevel; sie heiratete in zweiter Ehe 1537 Jean de Hautemer, Chevalier, Seigneur de Fervaques et du Fournet, Sohn von Guillaume de Hautemer und Colette de Montlandrin – Jean und Anne sind die Eltern von Guillaume de Hautemer, Duc de Grancey und Marschall von Frankreich
    2. Felix d’Aumont, * 1503, † 1538, Seigneur de Châteauroux (en partie)
    3. Pierre III. d’Aumont, genannt le Jeune, † nach 1548, Seigneur d’Estrabonne, de Châteauroux, de Montagu, de Nolay, de Cors et de Conches; ⚭ (1) 1527 Françoise de Sully, Dame de Cors, Tochter von Guyon/Guillaume de Sully, Seigneur de Cors et de Romefort, und Jeanne Carbonnel; ⚭ (2) Antoinette de Miolans, † 1564, Tochter von Louis de Miolans, Baron de Miolans et d’Anjou, Comte de Montmayeur, Seigneur de Saint-Pierre-d’Albigny et Caramagne, Marschall von Savoyen
      1. (1) Jean VI. d’Aumont, * um 1522, †-1595), Comte de Châteauroux durch seine Großmutter mütterlicherseits, Marschall von Frankreich; ⚭ (1) 1550 Antoinette Chabot, Dame de Charny, * um 1532, Tochter von Philippe Chabot, Admiral von Frankreich, und Françoise de Longwy; ⚭ (2) nach 1569 Françoise Robertet, Dame d’Alluyes, * 1519, † 1580, Tochter von Florimond I. Robertet, Baron d’Alluyes, Secrétaire d’État, und Michelle Gaillard de Longjumeau
        1. (1) Antoine d’Aumont, * 1562; † 1635, Chevalier, Marquis de Nolay, Comte d’Estrabonne, Baron de Chappes, Ritter im Orden vom Heiligen Geist; ⚭ (1) nach 1602 Catherine Hurault, *1583; † 1615, Tochter von Philippe Hurault, Comte de Cheverny, Kanzler von Frankreich, und Anne de Thou, Witwe von Virginal d’Escoubleau, Marquis d’Alluyes (Sohn von François d’Escoubleau und Isabelle Babou); ⚭ (2) 1633 Louise Isabelle d’Angennes, * um 1587; † 1666), Tochter von Louis d’Angennes, Marquis de Maintenon, und Françoise d’O – Nachkommen siehe unten
        2. (1) Jacquette d’Aumont, *1567
        3. (1) René d’Aumont, * 1568; † 1586, Gentilhomme ordinaire de la Chambre du Roi
        4. (1) Jacques d’Aumont, * um 1580; † 1614, Chevalier, Baron de Chappes, Seigneur de Cors, Gentilhomme ordinaire de la Chambre du Roi, Prévôt de Paris; ⚭ 1599 Charlotte-Catherine de Villequier de Clairvaux, Dame de Faverolles, * um 1562; † nach 1610, Tochter von René de Villequier, Premier Gentilhomme de la Chambre du Roi, Gouverneur von Paris und Île-de-France, und Françoise de La Marck, Witwe von François d’O, Surintendant des Finances, Gouverneur von Paris und Île-de-France
          1. Anne d’Aumont, * um 1601, † 1642; ⚭ (1) 1619 Antoine Potier de Sceaux, * um 1585, † 1621, Sohn von Louis Potier, Baron de Gesvres und Charlotte Baillet; ⚭ (2) 1624 ? Charles de Lannoy, Comte de Lannoy, Premier Maître d’Hôtel du Roi, † 1649, Sohn von Christophe de Lannoy und Charlotte de Villiers-Saint-Paul
          2. César d’Aumont, * um 1620, † 1661, Marquis de Clairvaux; ⚭ (1) 1625 René aux Épaules, genannt de Laval, † 1626, Tochter von René de Laval, Marquis de Nesle, und Marguerite de Monluc
            1. Jean-Jacques d’Aumont, * um 1636, † 1657, Marquis de Clairvaux
            2. Sohn, † jung
            3. Anne d’Aumont, geistlich
            4. (2) Anne d’Aumont, genannt La Jeune; ⚭ 1660 Gilles Fouquet, Seigneur de Méziéres, * 1637, † 1694, Sohn von François III. Fouquet, und Marie Maupeou, Bruder von Nicolas Fouquet, Surintendant des Finances
            5. Marie d’Aumont, geistlich
            6. Elisabeth d’Aumont, * um 1644, † 1688
            7. Charlotte d’Aumont, * um 1645, † 1723
            8. Radegonde d’Aumont

          3. Antoine d’Aumont de Rochebaron, um 1603, † 1669, 1651 Marschall von Frankreich, 1665 1. Duc d’Aumont, Pair de France; ⚭ 1629 Catherine Scarron, Dame de Vaures/Vayres, * 1615, † 1691, Tochter von Jean-Baptiste Michel Antoine Scarron, Seigneur de Vaures et de Vaujour, und Catharine Thadei – Nachkommen siehe unten
          4. Roger d’Aumont, * um 1605, † 1653, Amônier du Roi, 1645 Bischof von Avranches
          5. Charles d’Aumont, * 1606, † 1644, Marquis d’Aumont; ⚭ 1637 Anne Marguerite Hurault de Cheverny, † 1658, Tochter von Henri Hurault und Françoise Chabot-Charny, Witwe von Erasme de Daillon, Comte de Briançon
          6. Jacques-Emmanuel d’Aumont, * 1610, † 1643, Seigneur d’Aubigny et de Faye; ⚭ 1632 Suzanne de Saint-Aubin, Tochter von Daniel de Saint-Aubin und Louise de Héricourt
            1. Anne Elisabeth d’Aumont, † 1665, Dame d’Aubigny et de Faye; ⚭ 1656 Erard du Châtelet, Marquis de Thons, † 1686

        5. (1) Françoise d’Aumont, vermacht Rochebaron ihrem Neffen Antoine d’Aumont gegen Annahme von Namen und Wappen; ⚭ 19. Februar 1592 René de Rochebaron, Comte de Berzé, die Eltern von Philibert de Rochebaron, Comte de Berzé († ledig)
        6. (1) Marie d’Aumont, ledig
        7. (1) Marguerite d’Aumont († 1626); ⚭ um 1592 François de Chalençon, *1560, Seigneur d’Ambert, Saint-Pal, de Tiranges, de Prades et du Chambon, Baron et Vicomte de Rochebaron, Sohn von François de Chalençon und Jacqueline de Lévis-Ventadour (Haus Chalencon)

      2. (1) Jacqueline d’Aumont, * 1531, † nach 1584; ⚭ 1551 Yves III.de Tourzel, Marquiis d’Alègre, * um 1523, † 1577, Sohn von Gabriel de Tourzel und Marie d’Estouteville
      3.  ? Claude d’Aumont, † 1554; ⚭ 1518 Jeanne de Tucé

  2. Ferry d'Aumont, † 1525, Seigneur d’Aumont, de Méru, de Chars; ⚭ vor 1500 Françoise de Ferrières, † 1534, Tochter vor Guillaume de Ferrières, Seigneur de Ferrières, de Thury et de Dangu, und Jacqueline de Fayel, Vicomtesse de Breteuil
    1. Anne d’Aumont, * um 1513, † nach 1560, Dame de Méru, Thiry, Dangu et Crèvecœur; ⚭ 1522 Claude de Montmorency, Baron de Fosseux, † 1546
    2. Louise d’Aumont, Dame de Chars; ⚭ (1) 1523 François Gougeul, Seigneur de Rouville, * um 1506, † 1549, Sohn von Louis Gougeul und Suzanne de Coesmes; ⚭ (2) Jacques d’Archiac, Seigneur d’Availles, Sohn von Odet d’Archiac und Jeanne de Vivonne
    3. Jeanne d’Aumont; ⚭ (1) Gaspard de Vienne, Comte de Listenois, † 1535, Sohn von Jean de Vienne, Seigneur de Montbis, und Anne de Vienne, Dame de Listenois; ⚭ (2) 1539 Philibert, Baron de Sassenage, † 1555

  3. Blanche d’Aumont, † 1530; ⚭ 1477/1478 François de Rochechouart, Vicomte de Rochechouart, Seigneur de Champdeniers, * 1450, † 1530, Sohn von Jean de Rochechouart, Seigneur de Jars, und Anne de Chaunay
  4. Louise und Jeanne d’Aumont
  5. Marguerite d’Aumont, Dame de Maisières; ⚭ 1480 Robert Bautot, Seigneur de La Fontelaye

### Herzöge von Aumont
1. Antoine d’Aumont de Rochebaron, um 1603, † 1669, 1651 Marschall von Frankreich, 1665 1. Duc d’Aumont, Pair de France; ⚭ 1629 Catherine Scarron, Dame de Vaures/Vayres, * 1615, † 1691, Tochter von Jean-Baptiste Michel Antoine Scarron, Seigneur de Vaures et de Vaujour, und Catharine Thadei – Vorfahren siehe oben
  1. Louis-Marie-Victor d’Aumont, *1632, † 1704, 2. Duc d’Aumont, Premier Gentilhomme de la Chambre du Roi; ⚭ (1) 1660 Madeleine Fare Le Tellier, * um 1646, † 1668, Tochter von Michel III. Fare Le Tellier, Marquis de Barbezieux, Kanzler von Frankreich, und Elisabeth Turpin de Vauvredon; ⚭ (2) 1669 Françoise Angélique de La Mothe-Houdancourt, genannt de Toucy, Dame de Fayel, * 1650; † 1711, Tochter von Philippe de La Mothe-Houdancourt, Duc de Cardone, Marschall von Frankreich, und Louise de Prie, Marquise de Toucy
    1. (1) Sohn (* 1666; † 1667), genannt Marquis de Villequier
    2. (1) Louis d’Aumont de Rochebaron (* 19. Juni 1667; † 6. April 1723), Marquis de Villequier, dann 3. Duc d’Aumont und Pair de France, Premier Gentilhomme de la Chambre du Roi, Maréchal de camp, Ritter im Orden vom Heiligen Geist; ⚭ 17. Dezember 1690 Olympe de Brouilly de Piennes, Marquis de Piennes (* um 1660; † 23. Oktober 1723), älteste Tochter von Antoine V., Marquis de Piennes, und Françoise Godet
      1. Louis-Marie d’Aumont, * 1691, † 1723, 4. Duc ‘Aumont, Pair de France, Premier Gentilhomme de la Chambre du Roi; ⚭ 1708 Catherine de Guiscard († 1723), Tochter von Louis, Comte de La Bourlie, Ritter im Orden vom Heiligen Geist, und Angélique Elisabeth de la Langlée
        1. Louis-Marie-Augustin d’Aumont, * 1709, † 1782, 5. Duc d’Aumont, Premier Gentilhomme de la Chambre du Roi; ⚭ 1727 Victoire Félicité de Durfort Duras, * 1706, † 1753, Tochter von Jean-Baptiste de Durfort, Duc de Duras, Marschall von Frankreich, und Angélique Victoire de Bournonville
          1. Louis d’Aumont, * 1729, † 1731, Marquis de Villequier
          2. Jeanne Louise Constance d'Aumont, * 1731, † 1816; ⚭ 1747 Gabriel Louis François de Neufville, Duc de Villeroy, *1731, † 1794
          3. Louis-Marie-Guy d’Aumont, * 1732, † 1799, 6. Duc d’Aumont, Pair de France; ⚭ 1747 Louise-Jeanne de Durfort, * 1735, † 1781, Tochter von Emmanuel-Félicité de Durfort, Duc de Duras, und Charlotte-Antoinette de La Porte-Mazarin
            1. Louise-Félicité Victoire d’Aumont de Mazarin, * 1759, † 1826, Duchesse de Mazarin et de La Meilleraye; ⚭ 1777, 1793 geschieden, Honoré Grimaldi, * 1758, † 1819, 1814 regierenden Fürst von Monaco

          4. Louis-Alexandre-Céleste d’Aumont, * 1736, † 1814, 7. Duc d’Aumont, Marquis und 1799 Duc de Villequier; ⚭ 1759 Félicité Louise Le Tellier, * 1736, † 1768, Tochter von François Michel César Le Tellier, Marquis de Courtanvaux, und Louise Antoine de Gontaut-Biron
            1. Louis-Marie-Céleste d’Aumont, * 1762; † 1831, 8. Duc d’Aumont, Pair de France; ⚭ (1) 1781 Madeleine Mélanie Henriette Charlotte de Rochechouart-Faudoas, * 1765, † 1790, Tochter von Aimery Louis Roger de Rochechouart, Comte de Faudoas, und Madeleine Mélanie Henriette de Barberie de Courteille; ⚭ (2) 1791 Antoinette Marguerite Henriette Mazade de Saint-Bresson (* 1756; † 1785), Tochter von Guillaume Mazade de Saint Bresson und Marie Antoinette de La Roche; ⚭ (3) 1830 Eugénie Louise de Frontelaye, † 1844
              1. (1) Louis-Mélanie Antoine Ernest d’Aumont, * 1782, † 1805
              2. (1) Adolphe-Henri Aimery d’Aumont, *1785, † 1848), Duc d’Aumont de Villequier; ⚭ Albertine Marie Chertemps du Seuil, * 1786, † 1858
                1. Louis-Marie Joseph d’Aumont, * 1809, † 1888, Duc d’Aumont de Villequier
                2. Ambroisine-Marie Mélanie d’Aumont, * 1810, † 1885; ⚭ 1835 Edmond-Charles Andronic Poullain de la Vincenciére, * 1811, † 1893

            2. Tochter

        2. Marie-Louis Hippolyte d’Aumont, * 1711, † 1720, Marquis de Chappes
        3. Nicolas-Olympe d’Aumont, * um 1714, † 1724

      2. Sohn, * 1692; † 1702

    3. (1) Sohn († September 1669), genannt Chevalier d’Aumont
    4. (1) Marie-Madeleine-Elisabeth Fare d’Aumont (* 1662; † 17./18. Oktober 1728); ⚭ 14. Oktober 1677 Jacques-Louis de Béringhen, Marquis de Béringhen et Chateauneuf (Bretagne), Comte du Plessis-Bertrand, Seigneur d’Arminvilliers et Grez, Premier Ècuyer et Chevalier des Ordres du Roi († 1. Mai 1723), Sohn von Henri de Béringhen, Premier Écuyer du Roi, und Anne du Blé-d’Uxelles
    5. (1) Anne-Charlotte d’Aumont (* 1664; † 15. April 1724); ⚭ 4. Februar 1683 François-Joseph de Créquy, Marquis de Créquy, Lieutenant-général (* 1662; † 15. August 1702), Sohn von François de Créquy, Marquis de Marines, Maréchal de France, und Catherine de Rougé
    6. (2) Louis-François d’Aumont (* 30. März 1671; † 6. November 1751 in Paris), Marquis de Chappes, Duc d’HumIères, Lieutenant-général; ⚭ 15. Mai 1690 Anne-Louis Julie de Crevant d’Humières (* 1665; † 19. November 1748) Tochter von Louis de Crévant, Duc d’Humières, Maréchal de France, und Louise-Antoinette de La Châtre
    7. (unehelich, Mutter unbekannt) Louis, legitimiert als Louis d’Aumont, genannt de Joncy (* um 1675; † 9. Mai 1747), Seigneur de Joncy, Capitaine und dann Major im Régiment de Béringhen cavalerie, Dezember 1739 geadelt; ⚭ ? Miole
      1. Louis d’Aumont de Joncy, * 1716, † 1748
      2. Clothilde d’Aumont de Joncy; ⚭ 1729 François Henrion, Trésorier de France

  2. Charles d’Aumont, * 1634, † 1695, Abt von Uzerche, Barzelles, Beaulieu und Longvillers
  3. Anne Elisabeth d’Aumont, * 1638, † 1716; ⚭ 1661 Charles de Broglie, Comte de Broglio et de Satana, Marquis de Dormans, * 1617; † 1702
  4. Catherine-Marie d’Aumont, † 1708, 1677 Äbtissin von Saint-Julien du Pré in Le Mans
  5. Antoine d’Aumont, *1636, † jung
  6. Armand Jean d’Aumont, *1640, † jung